# Bromo
O bromo (do grego: bromos, fétido) é um elemento químico de símbolo Br, número atômico 35 (35 prótons e 35 elétrons) e com massa atómica igual a 79,9 u. À temperatura ambiente, o bromo encontra-se no estado líquido. É vermelho, volátil e denso. Sua reatividade é intermediária entre a do cloro e a do iodo. No estado líquido é perigoso para o tecido humano e seus vapores irritam os olhos e a garganta.
É um não metal do grupo dos halogênios (17; anteriormente denominado VIIA) da Classificação Periódica dos Elementos. O bromo molecular é empregado na fabricação de uma ampla variedade de compostos de bromo, usados na indústria e na agricultura. Foi descoberto em 1826 por Antoine Balard.

## História
O bromo foi descoberto de forma independente por dois cientistas, Carl Jacob Löwig e Antoine Balard, em 1825 e 1826, respectivamente.
Balard encontrou composto de bromo nas cinzas de macroalgas de pântanos de sal em Montpellier. As algas eram utilizadas para a produção de iodo, porém também continham o bromo. Balard destilou o bromo de uma solução de cinzas de macroalgas saturadas com cloro. As propriedades da substância resultante se assemelhavam a um intermediário do cloro e iodo; com estes resultados ele tentou provar que a substância era o cloreto de iodo (ICl), mas após não ter conseguido ele se convenceu de que havia encontrado um novo elemento e o nomeou muria, derivado da palavra em latim muria para salmoura.
Löwig isolou o brometo a partir de fontes de águas minerais em sua cidade natal Bad Kreuznach em 1825. Löwig utilizou uma solução saturada de sal do mineram com cloro e extraiu o bromo com dietil éter. Após a evaporação do éter, um líquido marrom permaneceu. Com este líquido como uma amostra de seu trabalho, se inscreveu para um cargo no laboratório de Leopold Gmelin em Heidelberg. A publicação destes resultados foi atrasada e Balard publicou seus resultados primeiro.
Após os químicos franceses Louis Nicolas Vauquelin, Louis Jacques Thénard e Joseph-Louis Gay-Lussac aprovarem os experimentos de Balard, os resultados foram apresentados em uma palestra para a academia de ciências francesa e publicados no Annales de Chimie et Physique. Em sua publicação, Balard afirma que mudou o nome de muria para brôme conforme proposta de M. Anglada. (Brôme (bromo) deriva da palavra grega βρωμος (fedor)).) Outras fontes afirmam que o físico e químico Joseph-Louis Gay-Lussac sugeriu o nome brôme devido ao odor característico dos vapores da substância.
O primeiro uso comercial, além de aplicações menores como medicamento, foi o uso do bromo para o daguerreótipo. Em 1840 foi descoberto que o bromo tinha algumas vantagens sobre o vapor de iodo utilizado previamente para criar a camada de luz sensível de haletos de prata usadas na daguerreotipia.
Brometo de potássio e brometo de sódio foram usados como anticonvulsivos e sedativos no final do século XIX e início do XX, até que foram gradualmente substituídos pelo hidrato de cloral e barbituratos. No início da primeira guerra mundial, compostos de bromo tais como o metil-benzil bromo foram utilizados como gás venenoso.

## Características principais
O bromo é um dos elementos da tabela periódica que se encontram em estado líquido à temperatura ambiente, sendo o único não metálico: os outros são mercúrio, gálio, rubídio e césio. O líquido é avermelhado, instável, denso e volátil. Evapora facilmente a temperaturas e pressões padrões formando um vapor avermelhado (coloração parecida com a do dióxido de nitrogênio) que apresenta um forte e desagradável odor. Este halogênio se parece quimicamente ao cloro, porém é menos reativo (entretanto mais que o iodo). O bromo não é muito solúvel em água e dissolve-se melhor em solventes não polares como o dissulfeto de carbono, CS2, ou o tetracloreto de carbono, CCl4. Reage facilmente com muitos elementos e tem um forte efeito branqueador.
O bromo é altamente reativo e é um forte agente oxidante em presença de água. Reage vigorosamente com aminas, alcenos e fenóis, assim como com hidrocarbonetos aromáticos e hidrocarbonetos alifáticos, cetonas e ácidos carboxílicos (estes são bromados por adição ou por substituição). Com muitos dos metais e outros elementos, o bromo anidro é menos reativo que o úmido. Entretanto, o bromo seco reage vigorosamente com o alumínio, mercúrio, titânio, metais alcalinos e alcalino-terrosos.

## Aplicações
O bromo molecular é empregado na fabricação de uma ampla variedade de compostos de bromo, usados na indústria e na agricultura. Tradicionalmente, a maior aplicação do bromo tem sido para a produção de 1,2-dibromoetano, que é usado como aditivo nas gasolinas que tem como antidetonante o tetraetilchumbo.[carece de fontes?]
O bromo é empregado na fabricação de produtos de pulverização, agentes não inflamáveis, produtos para a purificação de águas, corantes, brometos empregados em fotografia (brometo de prata, AgBr), desinfetantes, inseticidas e outros.
Também para a obtenção de brometo de hidrogênio:[carece de fontes?]
Br2 + H2 → 2HBr

## Abundância e obtenção
A maior parte do bromo é encontrado no mar na forma de brometo, Br-, numa concentração de aproximadamente 65 µg/g.[carece de fontes?]
O bromo molecular, Br2 se obtém a partir das salmouras, mediante a oxidação do brometo com cloro:
2Br- + Cl2 → Br2 + 2Cl-
Após obtido é necessário utilizar a destilação para separá-lo do Cl2.
Mundialmente são produzidos aproximadamente 500 milhões de kg por ano (2009). Os Estados Unidos e Israel são os principais produtores.[carece de fontes?]

## Compostos
O bromo pode apresentar diferentes estados de oxidação. Os mais comuns são +1, -1, +3 e +5.[carece de fontes?]
- O estado de oxidação +1 é pouco estável em solução aquosa originando íons com estados de oxidação -1 e +5. Por exemplo, o ion hipobromito, BrO-.
- O estado de oxidação +3 é pouco estável em solução aquosa originando íons com estados de oxidação +1 e +5. Por exemplo, o ion bromito, BrO2-, ou o ácido bromoso, HBrO2.
- O estado de oxidação +5 é termodinamicamente estável em solução aquosa. Por exemplo, o íon bromato, BrO3-.
- O íon perbromato, BrO4-, com um estado de oxidação +7, se reduz com relativa facilidade e é preparado por oxidação a partir de estados de oxidação inferiores.
- O bromo também forma compostos com outros halogênios (inter-halógenos). Por exemplo, BrF5, BrF3, IBr, e outros.
- Existem muitos compostos nos quais o bromo apresenta estado de oxidação -1, chamados de brometos.
- Estados de oxidação (+4) e (+6), ocorrem nos óxidos BrO2 e BrO3, respectivamente.[carece de fontes?]

Podem-se obter facilmente compostos orgânicos bromados, mediante a bromação com bromo molecular em presença de luz ou empregando N-bromosuccinimida, por reações de adição ou substituição. O composto orgânico brometo de metila, CH3Br, é empregado como praguicida, porém afeta a camada de ozônio. Tem-se determinado que os átomos de bromo são mais eficazes que os de cloro nos mecanismos de destruição da camada de ozônio, entretanto os átomos de bromo existem em menor quantidade.
- O brometo de hidrogênio, HBr, é obtido a partir da reação direta do bromo com o hidrogênio molecular ou como subproduto de processos de bromação de compostos orgânicos. A partir deste, pode-se obter diversos brometos, por exemplo:

HBr + NaOH → NaBr + H2O
O bromo em solução aquosa pode desproporcionar, ou seja, formar íons de bromo com diferentes estados de oxidação:
Br2 + OH- → Br- + BrO- + H2O
Porém a reação não transcorre em meio ácido.
Podem-se também obter por oxidação o íon Br2+.

## Papel biológico
O bromo é encontrado em níveis de traço em humanos. É considerado um elemento químico essencial, entretanto ainda não se conhece exatamente as funções que realiza. Alguns de seus compostos se tem empregado no tratamento contra a epilepsia e como sedantes.[carece de fontes?]

## Isótopos
Na natureza são encontrados dois isótopos: 79Br e 81Br, com abundância respectivamente de 54,5% e 45,5%.[carece de fontes?]

## Precauções
O bromo é altamente tóxico e em pequenas quantidades (10 ppm), tanto por via dérmica como inalado, pode causar problemas imediatos de saúde ou morte. É muito irritante tanto para os olhos como para a garganta; em contato com a pele ocasiona inflamações dolorosas. Seu manuseio impróprio pode supor um sério risco a saúde, requerendo máxima precaução de segurança quando do seu manejo.[carece de fontes?]